# Gare de Saillagouse
La gare de Saillagouse est une gare ferroviaire française de la ligne de Cerdagne (voie métrique), située sur le territoire de la commune de Saillagouse, dans le département des Pyrénées-Orientales en région Occitanie.
C'est une halte voyageurs de la Société nationale des chemins de fer français (SNCF) desservie par le Train Jaune, train TER Occitanie spécifique pour la ligne de Cerdagne.

## Situation ferroviaire
Établie à 1 302 mètres d'altitude, la gare de Saillagouse est située au point kilométrique (PK) 44,670 de la ligne de Cerdagne (voie métrique), entre les gares d'Estavar et d'Err.

## Service des voyageurs

### Accueil
Halte SNCF, c'est un point d'arrêt non géré (PANG) à entrée libre.

### Desserte
Saillagouse est desservie par des trains TER Occitanie (Train Jaune) qui effectuent des missions entre les gares de Villefranche - Vernet-les-Bains et de Latour-de-Carol - Enveitg.

### Intermodalité
Un parking pour les véhicules y est aménagé.